# Paracordyloporus trissolabis
Paracordyloporus trissolabis är en mångfotingart som beskrevs av Hoffman 1963. Paracordyloporus trissolabis ingår i släktet Paracordyloporus och familjen Chelodesmidae. Inga underarter finns listade i Catalogue of Life.